# Аргайл (город, Миннесота)
Арджайл (англ. Argyle) — город в округе Маршалл, штат Миннесота, США. На площади 4 км² (водоёмов нет), согласно переписи 2000 года, проживают 656 человек. Плотность населения составляет 164.5 чел./км².